# Clase Akula
Este Art. es sobre los submarinos conocidos por la OTAN como clase "Akula". Para los submarinos de la clase rusa "Akula", ver Clase Typhoon.
Proyecto 971 Щука-Б ([ʃtˈuka bɛ] transcripción: Shuka-B. 'Shuka' significa "lucio"), designación OTAN Clase "Akula". Es un submarino de ataque propulsado mediante energía nuclear, construidos por la Unión Soviética y, después de su colapso, por Rusia entre 1982 y 1991. Según la denominación soviética - Щука, Щука-Б y Щука-M - se distinguen tres subtipos: Akula I, Akula Mejorado y Akula II.
En la actualidad (2010) están en servicio nueve de los doce originales. Su velocidad máxima es de 20 nudos en superficie y 35 en inmersión, considerándose extremadamente silenciosos. Actualmente forman la espina dorsal de los submarinos de ataque de la Marina Rusa.

## Historia

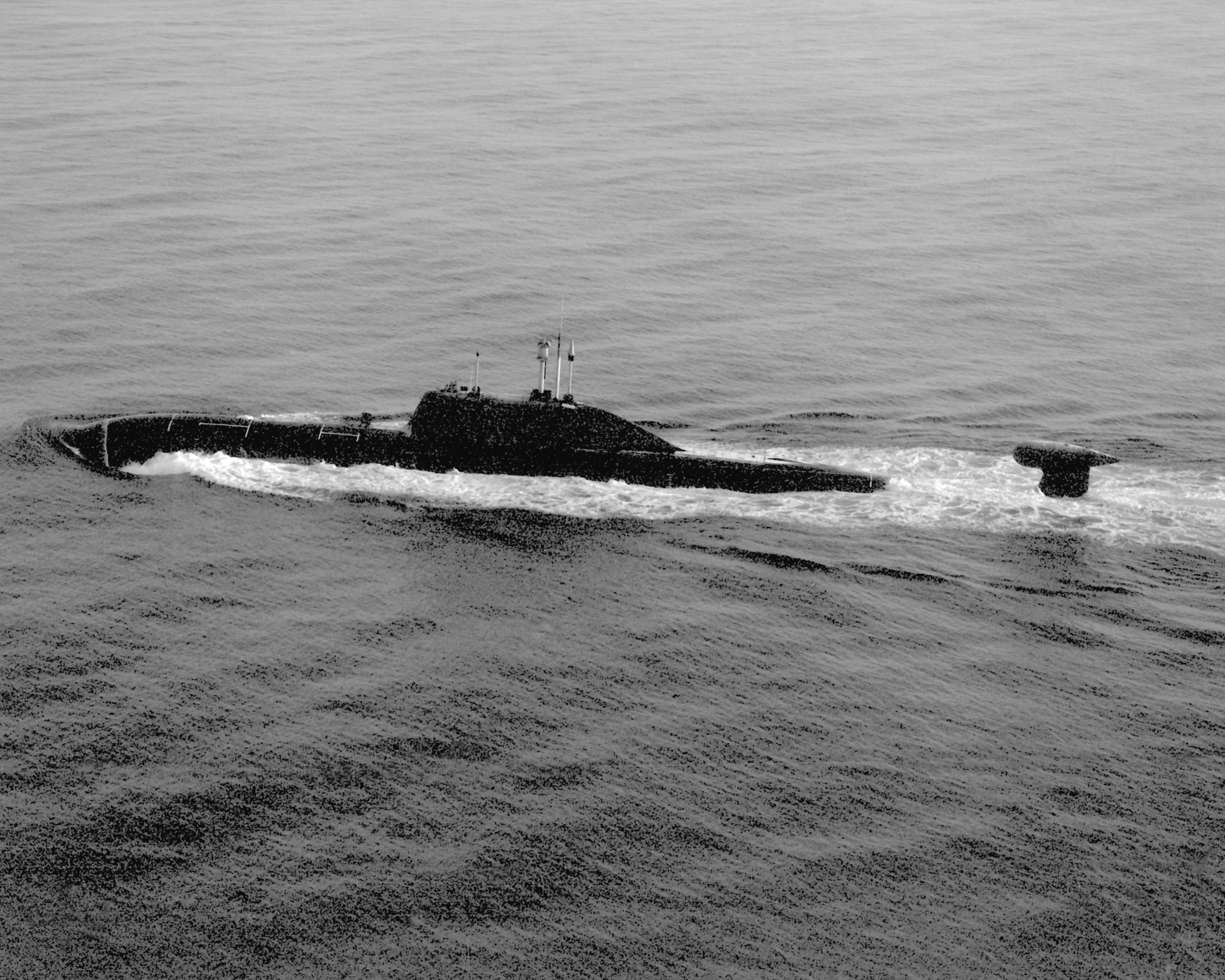
Un submarino de la clase Akula navegando en el año 1990.

Basándose en el proyecto 945, clase Sierra, se inició en 1976 el diseño de un submarino con casco de acero de alta resistencia, recibiendo la designación de proyecto 971. Originalmente fue concebido con casco de titanio, pero al carecer de la infraestructura necesaria y debido a los altos costos que implicaba, en última instancia se eligió el acero. La menor resistencia y mayor densidad del acero implica que para obtener una profundidad operacional igual a la clase Sierra, construido en titanio, deba desplazar 1000 tn. más. La construcción del primer buque de tipo 971 - K-284 "Akula" se inició en el astillero de Komsomolsk del Amur el 11 de noviembre de 1983, fue botado el 22 de julio de 1984 y entró en servicio el 30 de diciembre de 1984.
La construcción de estos submarinos se realizó en dos astilleros: el astillero 402 en Severodvinsk construyó para la Flota del Norte, mientras que el Astillero 199 en Komsomolsk del Amur suministró a la Flota del Pacífico.

## Descripción

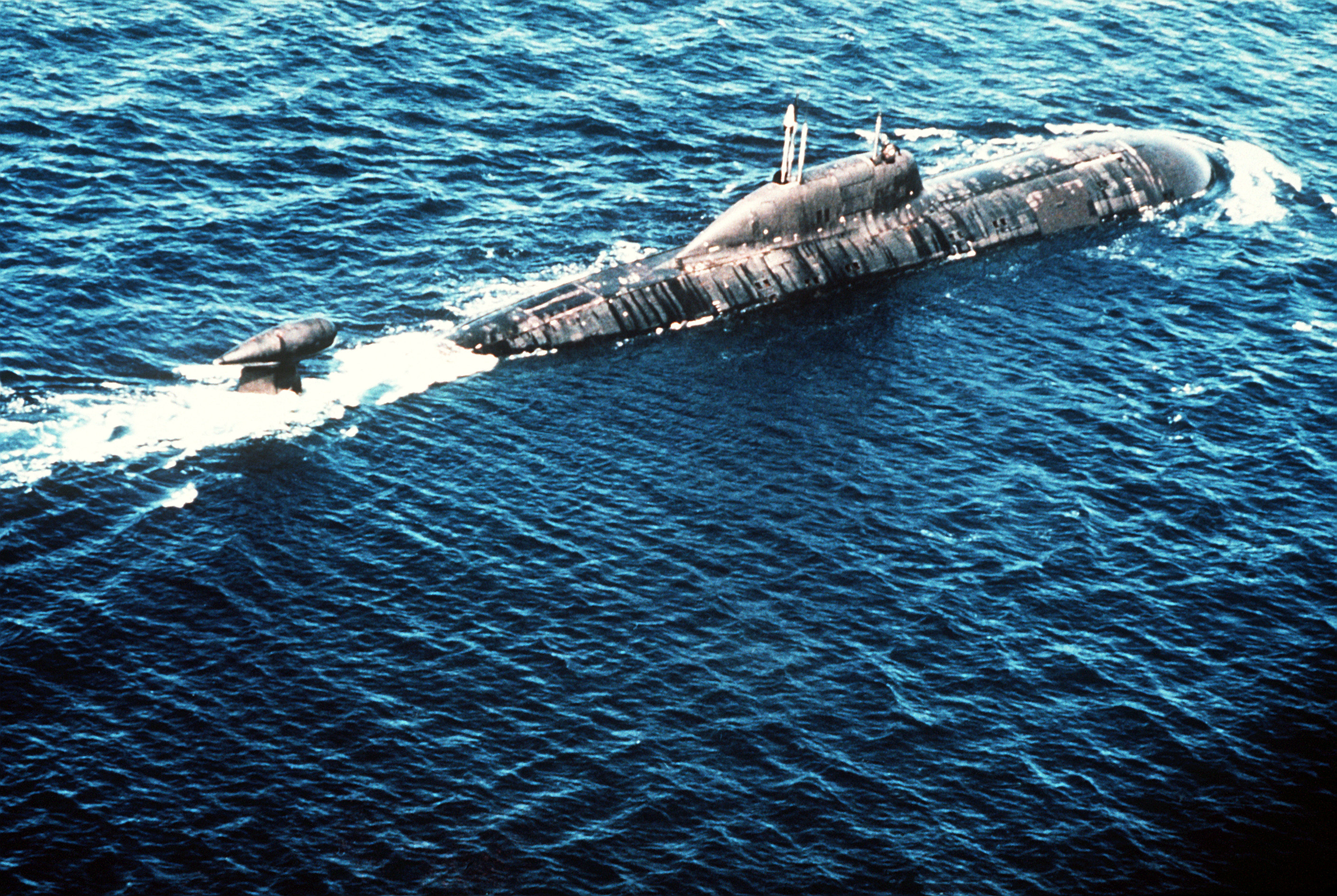
Un submarino de la clase Akula navegando en el año 1994.

Está construido mediante el sistema de doble casco y consta de siete compartimentos. El casco interior de acero de alta resistencia, encargado de resistir la presión, le permite sumergirse hasta una profundidad de unos 500 m mientras que el exterior, ligero, permite mayor libertad para conseguir una forma hidrodinámica superior a sus homólogos occidentales, aunque en contrapartida aumenta las dimensiones exteriores lo que aumenta la resistencia y obliga a una mayor potencia de la planta motriz.
Los submarinos Proyecto 971 son mucho más silenciosos que sus predecesores el proyecto 671RTM Victor III.
Estos submarinos se caracterizan por poseer a popa un “bulbo”, sobre el timón vertical, el cual sirve para albergar un sonar retráctil.
La Clase Akula está armada con ocho tubos de torpedos ordenados en dos hileras de cuatro tubos cada una: cuatro tubos de 533 mm que pueden usar el torpedo tipo 53 o el misil antisubmarino SS-N-15 Starfish y otros cuatro tubos de 650 mm que usan torpedos tipo 65 o misiles SS-N-16 Stallion. También pueden ser empleados para colocar minas. Los Akula mejorados disponen de 6 tubos adicionales montados externamente que no pueden recargarse desde el interior del submarino, de los que se desconoce su función.
Dimensiones del submarino: 110 metros de eslora, 13,6 metros de manga, 9 metros de calado. Desplazamiento máximo: 12.700 toneladas. La velocidad: 11.6 nudos en superficie y 30 nudos en inmersión. Tienen una autonomía de crucero de 100 días con tripulación de 73 personas.

## Variantes

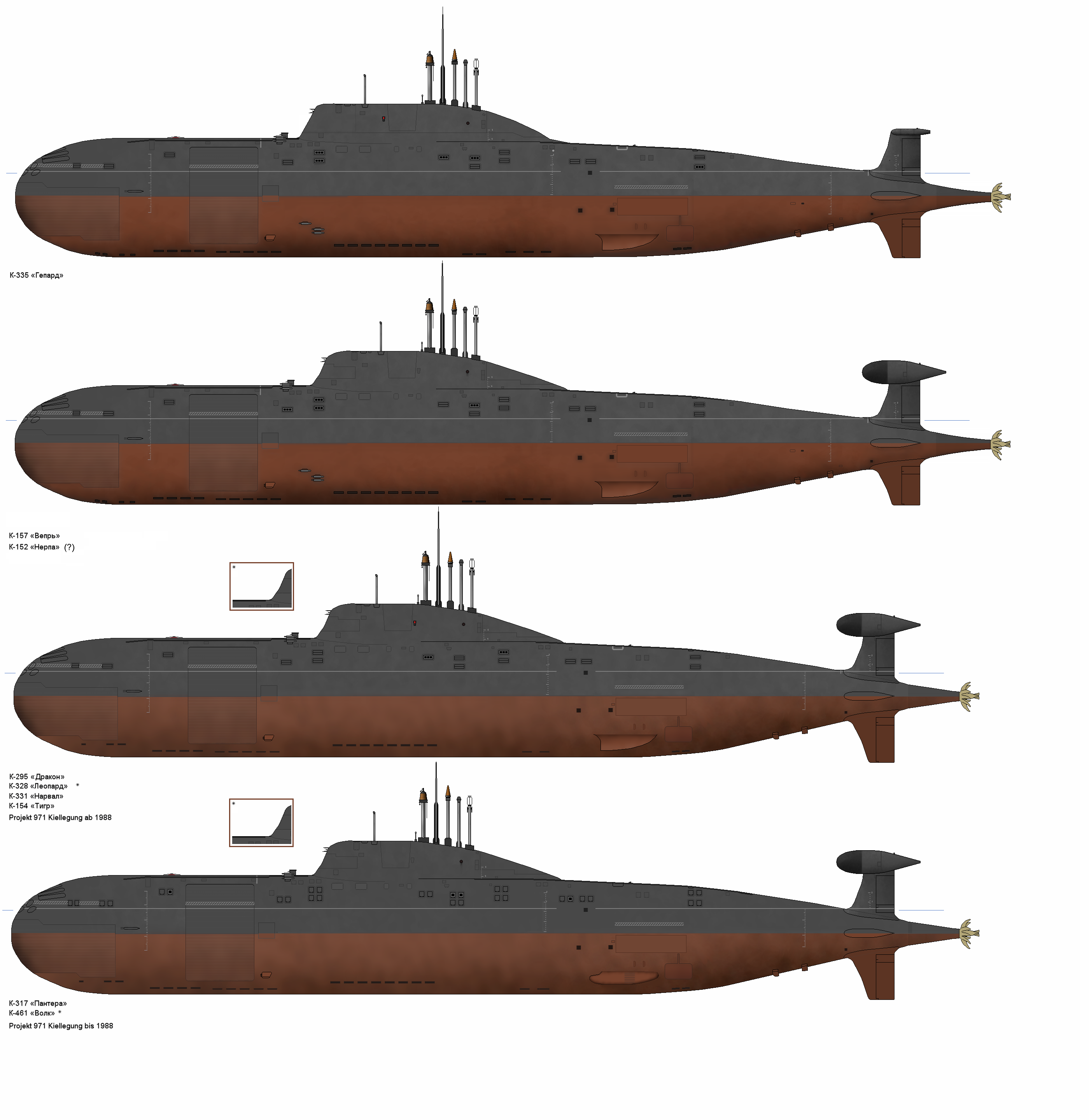
Diferentes versiones Proyecto Akula

### Akula
De los siete construidos de esta clase, solo tres permanecen en servicio. El Akula K-284, el cabeza de lista, fue retirado del servicio en 1995, otros: K-322 'Kashalot' y K-317 'Pantera' se mantienen en reserva. El K-480 'Bars' entró a formar parte de la reserva en 1998 y en febrero del 2010 fue enviado al desguace. El Pantera entró en operaciones y pruebas en enero de 2007 y se le aplicó tecnología de amortización de dos etapas para atenuar el ruido inherente.

### Akula Mejorado
El sistema sonar MKG-500 Skat de los Akula I ha sido mejorado al MKG-501 Skat-MS. Los cinco integrantes de este subtipo permanecen en servicio. Existe controversia sobre el número del casco del quinto componente. Unas fuentes afirman que es el K-267 mientras que otras dicen que es el K-295. Las fuentes también discrepan sobre si se ha finalizado la construcción de esta subclase o existe dos unidades más proyectadas. Algunos componentes son K-461 Volk, K-154 Tigr, K-331 Narval.

### Akula II
Los submarinos de esta subclase desplazan unas 230 ton. más y son 2,5 metros más largos que los Akula I. El espacio ganado se emplea en un sistema activo de reducción de ruido. El sistema sonar MKG-500 Skat original de los Akula I ha sido remplazado por el MKG-540 Skat-3. El primero de esta subclase el K-157 Vepr fue el primer submarino soviético más silencioso que el más moderno de los submarinos de ataque de USN. El K-335 Gepard segundo buque de la subclase fue botado tiempo después del Desastre del Kursk, junto con el “Kuguar” (Akula I) y el “Rys”. Según algunas fuentes el único representante es el K-335 el K-157 es el último de los Akula Mejorados.
El Gepard posee un “bulbo” de sonar más pequeño que los otros submarinos de clases anteriores y una mayor autonomía de patrulla. La ceremonia de puesta en servicio contó con la presencia del presidente Vladímir Putin.

### Akula Pr. 971И «Irbis»
La construcción del submarino "Irbis" se suspendió en 1996 cuando estaba al 42% de preparación. Se planteo para completarse bajo el proyecto 971I a partir de 2002. En 2011, después de un retraso de tres años en la transferencia del K-152 Nerpa a la India, se tomó la decisión de detener la construcción de submarinos nucleares en la planta de Amur.
El submarino K-152 Nerpa se completó como una parte de la modificación diferenciada Pr. 971I "Irbis" para arrendar a la Armada de la India. La modificación Pr. 971I se creó sobre la base del Pr. 971 ("Akula-II") y se distingue por una versión de exportación de equipos electrónicos. En particular, en el K-152 Nerpa no hay un sistema SOX y dispositivos de nariz para lanzar contramedidas acústicas.

## Lista de submarinos
| Clase Akula - Pr. 971 Shuka-B                                       | Clase Akula - Pr. 971 Shuka-B                           | Clase Akula - Pr. 971 Shuka-B                           | Clase Akula - Pr. 971 Shuka-B                           | Clase Akula - Pr. 971 Shuka-B                           | Clase Akula - Pr. 971 Shuka-B                           | Clase Akula - Pr. 971 Shuka-B                                                             |
| #                                                                   | Nombre                                                  | Comienzo                                                | Botado                                                  | Asignado                                                | Flota                                                   | Estatus                                                                                   |
| Astillero n.º 199 "Lenin Komsomol", Komsomolsk del Amur             | Astillero n.º 199 "Lenin Komsomol", Komsomolsk del Amur | Astillero n.º 199 "Lenin Komsomol", Komsomolsk del Amur | Astillero n.º 199 "Lenin Komsomol", Komsomolsk del Amur | Astillero n.º 199 "Lenin Komsomol", Komsomolsk del Amur | Astillero n.º 199 "Lenin Komsomol", Komsomolsk del Amur | Astillero n.º 199 "Lenin Komsomol", Komsomolsk del Amur                                   |
| ------------------------------------------------------------------- | ------------------------------------------------------- | ------------------------------------------------------- | ------------------------------------------------------- | ------------------------------------------------------- | ------------------------------------------------------- | ----------------------------------------------------------------------------------------- |
| 1                                                                   | K-284 Akula                                             | 11.11.1983                                              | 22.07.1984                                              | 30.12.1984                                              | Pacífico                                                | Dado de baja. Reciclado en DVZ "Zvezda" en 2008.                                          |
| 2                                                                   | K-263 Barnaul                                           | 09.05.1985                                              | 28.05.1986                                              | 30.12.1987                                              | Pacífico                                                | Dado de baja. Reciclado en DVZ "Zvezda" en 2018.                                          |
| 3                                                                   | K-322 Kashalot                                          | 05.09.1986                                              | 18.07.1987                                              | 30.12.1988                                              | Pacífico                                                | Dado de baja en 2019. Reciclaje previsto en 2020.                                         |
| 4                                                                   | K-391 Bratsk                                            | 23.02.1988                                              | 14.04.1989                                              | 29.12.1989                                              | Pacífico                                                | Dado de baja en 2022.                                                                     |
| 5                                                                   | K-331 Magadan                                           | 28.12.1989                                              | 23.06.1990                                              | 31.12.1990                                              | Pacífico                                                | Modernización 971U en DZV Zvezda hasta 2022.                                              |
| 6                                                                   | K-419 Kuzbass                                           | 28.07.1991                                              | 18.05.1992                                              | 31.12.1992                                              | Pacífico                                                | En servicio. Modernizado 971U en 2016.                                                    |
| 7                                                                   | K-295 Samara                                            | 07.11.1993                                              | 15.08.1994                                              | 17.07.1995                                              | Pacífico                                                | En espera de modernización 971M en SRZ Zvyozdochka.                                       |
| 8                                                                   | K-152 Nerpa                                             | 1993                                                    | 24.06.2006                                              | 29.12.2009                                              | Pacífico                                                | Modernización en DZV Zvezda Pr. 971I. Arrendado a India entre 2012 y 2021 (Chakra)        |
| 9                                                                   | K-??? Irbis                                             | 1994                                                    |                                                         |                                                         |                                                         | Cancelado en 1996 al 42 %. Terminarlo para arrendarlo a la India descartado en 2014.      |
| 10                                                                  | K-???                                                   | 1991                                                    |                                                         |                                                         |                                                         | Cancelado 18.03.1992 cuando estaba construido al 25 %                                     |
| 11                                                                  | K-???                                                   | 1990                                                    |                                                         |                                                         |                                                         | Cancelado 18.03.1992 cuando estaba construido al 12 %                                     |
| Astillero de construcción de barcos Severnoye n.º 402, Severodvinsk |                                                         |                                                         |                                                         |                                                         |                                                         |                                                                                           |
| 1                                                                   | K-480 Ak Bars                                           | 22.02.1985                                              | 16.04.1988                                              | 29.12.1988                                              | Norte                                                   | Dado de baja en 2002. Reciclado en 2007. Utilizado para el K-551 Vladímir Monomaj Pr. 955 |
| 2                                                                   | K-317 Pantera                                           | 06.11.1986                                              | 21.05.1990                                              | 27.12.1990                                              | Norte                                                   | En servicio. Modernización 2006-2008.                                                     |
| 3                                                                   | K-461 Volk                                              | 14.11.1987                                              | 11.06.1991                                              | 29.12.1991                                              | Norte                                                   | Modernización 971M en SRZ Zvyozdochka hasta el 2024.                                      |
| 4                                                                   | K-328 Leopard                                           | 26.10.1988                                              | 28.06.1992                                              | 30.12.1992                                              | Norte                                                   | Modernización 971M en SRZ Zvyozdochka hasta el 2022.                                      |
| 5                                                                   | K-154 Tigr                                              | 10.09.1989                                              | 26.06.1993                                              | 29.12.1993                                              | Norte                                                   | Reparación en SRZ Nerpa hasta 2023.                                                       |
| 6                                                                   | K-157 Vepr                                              | 13.07.1990                                              | 10.12.1994                                              | 25.11.1995                                              | Norte                                                   | En servicio.                                                                              |
| 7                                                                   | K-335 Gepard                                            | 23.09.1991                                              | 17.09.1999                                              | 03.12.2001                                              | Norte                                                   | En servicio                                                                               |
| 8                                                                   | K-337 Kuguar                                            | 18.08.1992                                              |                                                         |                                                         |                                                         | Cancelado. Se utilizaron secciones para el K-550 Alexandr Nevski Pr. 955                  |
| 9                                                                   | K-333 Rys                                               | 31.08.1993                                              |                                                         |                                                         |                                                         | Cancelado. Se utilizaron secciones para el K-535 Yuri Dolgoruky Pr. 955                   |

### Desglose
- Подводные лодки России. Иллюстрированный справочник., ed. Москва: АСТ, 2006, ISBN 5-17-037644-8

1. ↑  Página 89

- Подводный щит СССР - Атомные многоцелевые подводные лодки, В. Демьяновский, А. Котлобовский ed. Майор, 2003

- Подводные лодки: Ч. 1: Ракетные подводные крейсера стратегического назначения; Многоцелевые подводные лодки, Апальков Ю.В.,СПб: Галея Принт, 2003, ISBN 5-8172-0069-4

- "Гепард" - первый атомный подводный крейсер ХХI века (Entrevista a Vladimir Pyalov — Diseñador del K-335 Gepard) por Igor Lisochkin, 2003. Consultado noviembre de 2009.

1. ↑  Datos técnicos: eslora